# بول كين (كاتب)
بول كين (ولد في عام 1973 في تشيسترفيلد، ديربيشاير، إنكلترا) بدأ مشواره المهني في الكتابة في عام 1996، حيث قدم مقالات ومراجعات لمنشورات محل بيع الصحف الإخبارية، وبدأ في إنتاج قصص الخيال والخيال العلمي المظلم في عام 1998.

## حياته
حصل بول على بكالوريوس في الآداب وماجستير من جامعة شيفيلد هلام، وقد عمل في الماضي كمصور، وفنان، ورسام كاريكاتور/رسام كاريكاتير ومصحح لغوي محترف. كما عمل كمحاضر في الكتابة الفنية الأبداعية في كلية تشيسترفيلد في المملكة المتحدة، وعمل كمحرر منشورات خاص في جمعية الخيال البريطانية، حيث قام بتحرير منشورات تضم مؤلفين مثل كليف باركر، نيل غايمان، وبراين ألديسس وموريل غراي.
تشمل أحدث مشاريعه الكتابية العمل السينمائي، والتعديل الرسومي لقصة الجلاد مع الفنان إيان سيمونز، ومدخل في كتاب «ماكابر السينما» الذي قدمه جوناثان روس، وعرض فيه سايمون بيغ ومارك غاتيس وجريمي دايسون، وكتاب يتناول أفلام هليرايزر، قدمه دوغ "بينهيد" برادلي: أفلام هيلارايزر وتراثها.
وقد أطلق موقع كاتب الظل في هالووين 2001.، وهو متزوج من الكاتبة والمحررة ماري أوريغان

## فهرس
وهو مؤلف الكتب :
- Alone (In the Dark).
- Touching the Flame.
- FunnyBones .
- Signs of Life .
- The Hellraiser Films and Their Legacy
- أفلام هيلرايسر وإرثهم.
- The Lazarus Condition .
- Dalton Quayle Rides Out .
- The Afterblight Chronicles: Arrowhead (Abaddon Books, September 2008, ISBN 1-905437-76-5)
- بول كين[2][3][4][5][6][7][8][9][10]
- Sherlock Holmes and the Servants of Hell. Solaris Books

## روابط خارجية
- Interview with Paul Kane
- Shadow Writer
- Paul Kane Myspace Page
- The Hellraiser Films And Their Legacy Myspace Page
- Story behind Ghosts - Online Essay by Paul Kane